# Politique à Niue
Niue est une démocratie parlementaire, où le Premier ministre est chef du gouvernement. Niue est en libre association avec la Nouvelle-Zélande et pleinement compétente pour les affaires internes. La Nouvelle-Zélande conserve quelques prérogatives concernant les affaires extérieures. Selon la Constitution de 1974, le pouvoir exécutif revient au monarque de Nouvelle-Zélande et au gouverneur général de Nouvelle-Zélande. La Constitution précise que le pouvoir exécutif est exercé au quotidien par le Premier ministre et son cabinet.

La différenciation linguistique du proto-polynésien en deux sous-groupes illustre la séparation des Polynésiens ancestraux en deux ensembles distincts.

## Pouvoir exécutif
| Fonction           | Nom             | Parti | Depuis           |
| ------------------ | --------------- | ----- | ---------------- |
| Roi                | Charles III     |       | 8 septembre 2022 |
| Gouverneur général | Dame Cindy Kiro |       | 21 octobre 2021  |
| Premier ministre   | Dalton Tagelagi | SE    | 11 juin 2020     |

Le gouvernement néo-zélandais est représenté à Niue par un agent diplomatique, le haut-commissaire de Nouvelle-Zélande (actuellement Mark Gibb, depuis le 5 mars 2024.
Le Premier ministre, élu par le Parlement, nomme les membres du cabinet. Ils doivent être issus du Parlement, et sont responsables politiquement devant ce dernier.

## Pouvoir législatif
Le parlement de Niue compte vingt membres élus pour 3 ans, dont 14 représentants des villages et 6 élus hors circonscription.
Membres actuels :
- Issus des municipalités :
  - Va'aiga Tukuitonga (Alofi Nord)
  - Tofua Puletama (Makefu)
  - Fisa Pihigia (Tuapa)
  - Jack Willie Lipitoa (Namukulu)
  - Opili Talafasi (Hikutavake)
  - Dion Taufitu (Toi)
  - Bill Motufoou (Mutalau)
  - Ekepule Kupa Magatogia (Lakepa)
  - Pokotoa Sipeli (Liku) (membre du cabinet)
  - Mititaiagagimene Vivian Jr. (Hakupu)
  - Talaititama Talaiti (Vaiea)
  - Peter Eu Funaki (Tamakautoga)
  - Dalton Tagelagi (Alofi Sud)
  - Billy Graham (Avatele)
- Hors circonscription :
  - Toke Tufukia Talagi (premier ministre)
  - O'Love Jacobsen (membre du cabinet)
  - Togia Sioneholo (membre du cabinet)
  - Esther Pavihi
  - Maihetoe Hekau
  - Ikipule Terry Coe

## Partis politiques et élections
Les partis politiques n'ont jamais joué un rôle important à Niue. Il n'y a à ce jour aucun parti. Le seul parti qui ait existé dans l'île, le Parti du peuple niuéen (Niue People's Party), se dissout en 2003. Aux élections législatives de 2005 et de 2008, donc, tous les candidats étaient des indépendants.

## Pouvoir judiciaire
Le comité judiciaire du Conseil privé du Royaume-Uni est la plus haute instance judiciaire de Niue.